# Dimítriosz Konsztantópulosz
Dimítriosz Konsztantópulosz (görögül: Δημήτριος Κωνσταντόπουλος; Szaloniki, Görögország, 1978. november 29. –) görög labdarúgó, aki jelenleg a Middlesbrough-ban játszik, kapusként.

## Pályafutása

### Kezdeti évek
Konsztantópulosz az amatőr Eraklísz Ampelokíponban kezdett el futballozni, mielőtt 1996-ban a Kalamátában megkezdte volna profi pályafutását. Négy év alatt hét bajnokin védhetett, majd 2000-ben az Egáleóhoz igazolt. 2001-ben visszatért a Kalamátához, ahol egy év alatt ötször védhetett, majd a portugál Farensébe szerződött.

### Hartlepool United
2003-ban az angol Hartlepool United próbajátékra hívta, majd októberben szerződést kötött vele. Első szezonjában főképp a tartalékcsapatban játszott, míg az első csapatnál csak a cserepadon ült. 2004. augusztus 24-én, egy Macclesfield Town elleni Ligakupa-meccsen mutatkozott be, melyet csapata 2-1-re megnyert. Hat nappal később, a Colchester United ellen a bajnokságban is lehetőséget kapott. 2004 októberére sikerült kiszorítania Jim Provettet a kapuból és a Hartlepool első számú kapusa lett, 37 alkalommal pályára lépve a szezonban. Tagja volt annak a csapatnak, mely 2005-ben az FA Kupa negyedik fordulójáig jutott, és 25 alkalommal védte meg kapuját a góltól a 2005/06-os idényben.

### Coventry City
2007. június 30-án Konsztantópulosz a Coventry Cityhez igazolt, miután visszautasította a Hartlepool szerződéshosszabbítási ajánlatát. A szezon első meccsén, a Barnsley ellen mutatkozott be. Bár az idény első felében állandó kezdő volt, Kasper Schmeichel érkezése után kiszorult a csapatból és végül Andy Marshall is megelőzte a kapusok rangsorában. 2008. március 24-én a szezon végéig kölcsönvette a Nottingham Forest. Már az első napján Achilles-ín szakadást szenvedett egy edzésen, ami miatt egyetlen mérkőzésen sem védhetett a csapatban.
Október 24-én a Swansea City egy hónapra kölcsönvette, miután első számú kapusa, Dorus de Vries állkapocscsonttörést szenvedett. November 1-jén, a Doncaster Rovers ellen debütált, tizenegyest védve a találkozón. Kölcsönszerződését később meghosszabbították, és a Swansea menedzsere, Roberto Martínez a későbbi végleges leigazolása elől sem zárkózott el. 2009. január 2-án a Coventry visszahívta magához kapusai sérülései miatt, de négy nappal később visszatért a Swansea Cityhez. A klub szerette volna a szezon végéig meghosszabbítani Konsztantópulosz maradását, de a papírmunka hiányosságai miatt a The Football League elutasította a klub kérelmét, így a kapus a hónap végén visszatért anyaegyesületéhez.
Három nappal később a szezon végéig kölcsönvette a Cardiff City, mivel kapusa, Peter Enckelman hosszú időre megsérült. Később a második számú hálóőr, Tom Heaton is sérülést szenvedett, így Konsztantópulosz február 22-én bemutatkozhatott a Wolverhampton Wanderers ellen. A 2-2-es döntetlenre végződő mérkőzésen öngólt szerzett, miután kiejtette a kezéből Kyel Reid beadását. A következő mérkőzéseken szintén kezdőként kapott lehetőséget, de a Norwich City ellen ismét hibázott, amikor nem tudott tisztázni egy hosszú indítás után, Dave Mooney pedig gólt szerzett a hibáját kihasználva. 2009 márciusában Konsztantopulosz lábsérülést szenvedett. A Cardiff Citynél maradt, de a csapat időközben kölcsönvette Stuart Taylort az Aston Villától, aki megszilárdította helyét a kapuban, így a görög a továbbiakban már nem kapott lehetőséget.
Konsztantópulosz a 2009/10-es szezont a Coventry Citynél kezdte meg. 2009. augusztus 12-én, a Hartlepool United elleni Ligakupa-meccsen kezdőként kapott lehetőséget. Október 24-én, a West Bromwich Albion ellen a csapat első számú kapusa, Keiren Westwood megsérült, helyére Konsztantópulosz állt be, aki kapott gól nélkül hozta le a mérkőzést, amire 11 meccs óta nem volt példa. Bár szeretett volna állandó helyet szerezni a kezdőben, mindössze két további meccsen játszhatott, mielőtt Westwood felépült volna. Legközelebb 2010. január 2-án, egy Portsmouth elleni FA Kupa-találkozón kapott lehetőséget. Teljesítményével a BBC Sport dicséretét is kivívta, de több lehetőséget már nem kapott a csapatban, az idény végén ingyen távozott.

### Kérkira
Hét külföldön töltött év után Konsztantópulosz visszatért Görögországba, aláírva a Kérkira csapatához. Az idény első meccsén, 2010. augusztus 29-én, az AÉK ellen lépett pályára először. Jó teljesítményének köszönhetően 2011-ben a görög válogatottba is meghívót kapott. A szezon során 30 mérkőzésen kapott lehetőséget.

### AÉK
2011. július 31-én két évre szóló szerződést kötött az AÉK-kal. Augusztus 25-én, egy Dinamo Tbiliszi elleni Európa-liga-meccsen gerincvelő-sérülés szenvedett. Csapata következő Európa-liga-találkozóján, az RSC Anderlecht ellen újra játszhatott, de két héttel később meg kellett műteni. 2011 márciusára az AÉK első számú kapusa lett. A 2012/13-as szezon végén csapata ingyen elengedte, miután kiesett a görög élvonalból.

### Middlesbrough
2013. augusztus 16-án rövidtávú, 2014 januárjáig szóló szerződést kötött a Middlesbrough-val, melyet később a szezon végéig meghosszabbítottak. 2014. január 4-ig kellett várnia a bemutatkozására, akkor a Hull City elleni FA Kupa-meccsen kapott lehetőséget, Jason Steele sérülése miatt. Március 8-án, az Ipswich Town elleni a bajnokságban is bemutatkozott. Konsztantópulosz idővel a Middlesbrough első számú kapusa lett, Steele-t és Tomás Mejíast is megelőzve a rangsorban, csapata pedig 2014 áprilisában megkezdte a tárgyalásokat a szerződéshosszabbításáról. Május 1-jén egy évvel meghosszabbított kontraktusát a csapattal.
2015. január 19-én a Boro vezetőedzője, Aitor Karanka tökéletes kerettagnak nevezte Konsztantópuloszt, miután 23 meccsből 13-on nem kapott gólt. 2015 februárjában ismét szerződést hosszabbított a klubbal, bár a részletek nem kerültek nyilvánosságra. 2016. május 17-én, egy Brighton & Hove Albion elleni 1-1-es döntetlen során eldőlt, hogy a Middlesbrough hét év után visszajutott a Premier League-be, melyhez Konsztantópulosz is hozzájárult, többek között egy kilencmeccses sorozattal, mely során egy gólt sem kapott.

### A válogatottban
2010. november 17-én Konsztantópuloszt behívták a görög válogatottba, egy Ausztria elleni meccsre, de nem kapott játéklehetőséget. 2011. április 6-án, egy Málta elleni Eb-selejtezőn debütált.

## Külső hivatkozások
- Dimítrosz Konsztantópulosz pályafutásának statisztikái a Soccerbase oldalon (angolul)